# 因德弗山塊
因德弗山塊（英語：Endeavour Massif）是南極洲的山塊，位於維多利亞地的斯科特海岸，處於科克伍德山脈南部，在1957年10月由新西蘭探險隊命名，現時由南極條約體系管理。

## 外部連結
. . United States Geological Survey.   [2012-03-01].
76°33′S 162°2′E / 76.550°S 162.033°E